# بروس چتوین
بروس چتوین (انگلیسی: Bruce Chatwin; ۱۳ مهٔ ۱۹۴۰ – ۱۸ ژانویهٔ ۱۹۸۹) رمان‌نویس، سفرنامهنویس اهل بریتانیا بود. نخستین کتاب او در پاتاگنیا باعث شهرت او شد.
وی همچنین برندهٔ جوایزی همچون جایزه یادبود جیمز تیت بلاک شده‌است.
علت مرگ بیماری ایدز